# Ferdinand Mulnier
Ferdinand Mulnier (18. února 1817, Nantes – 17. července 1891, Paříž) byl francouzský fotograf.

## Životopis
Narodil se jako syn malíře z Nantes. Pracoval jako malíř miniatur a fotograf v Paříži. Od roku 1878 do roku 1885 byl členem Francouzské fotografické společnosti. Jeho bratr Nelson Louis Marie Ferdinand Mulnier působil v metropoli jako malíř.

## Galerie

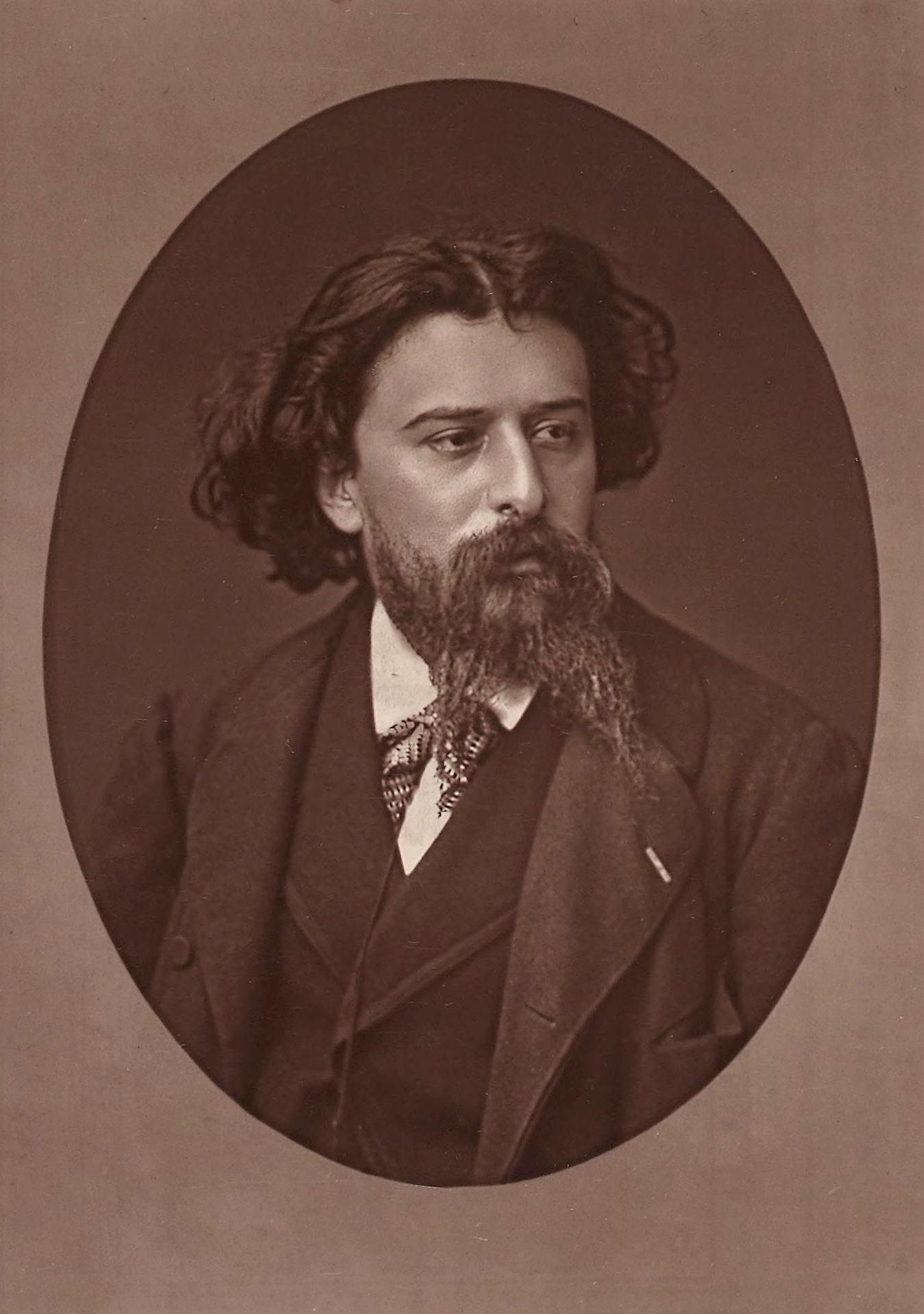
Portrét Alphonse Daudeta reprodukovaný v Paris-Portrait, č. 262, 1878.
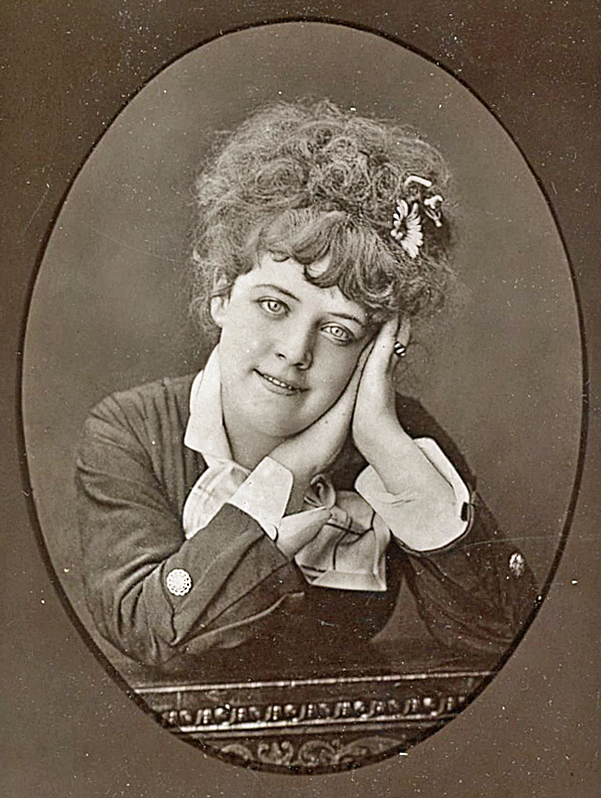
Jeanne Samary
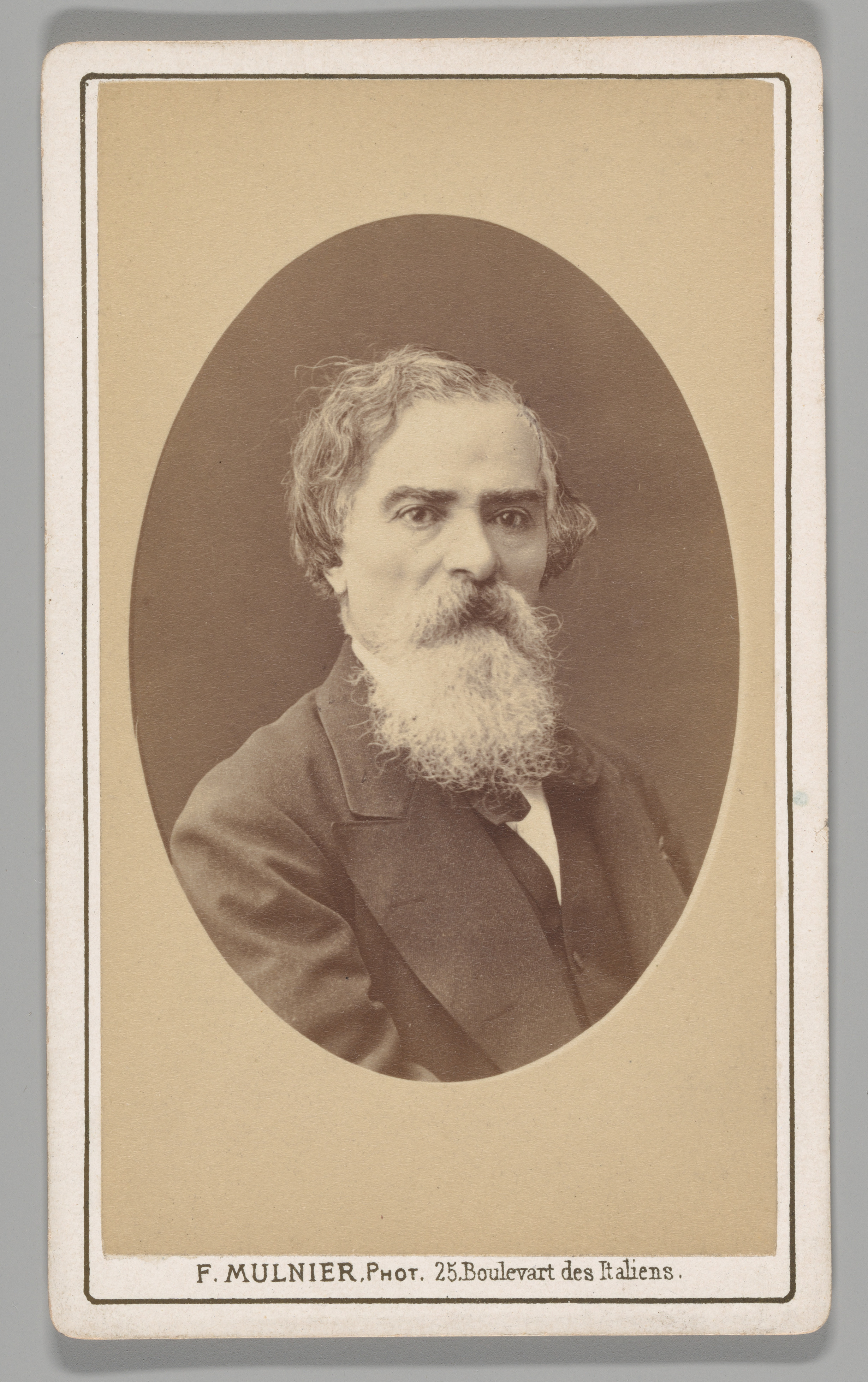
Virgilio Narcisso Diaz de la Pena
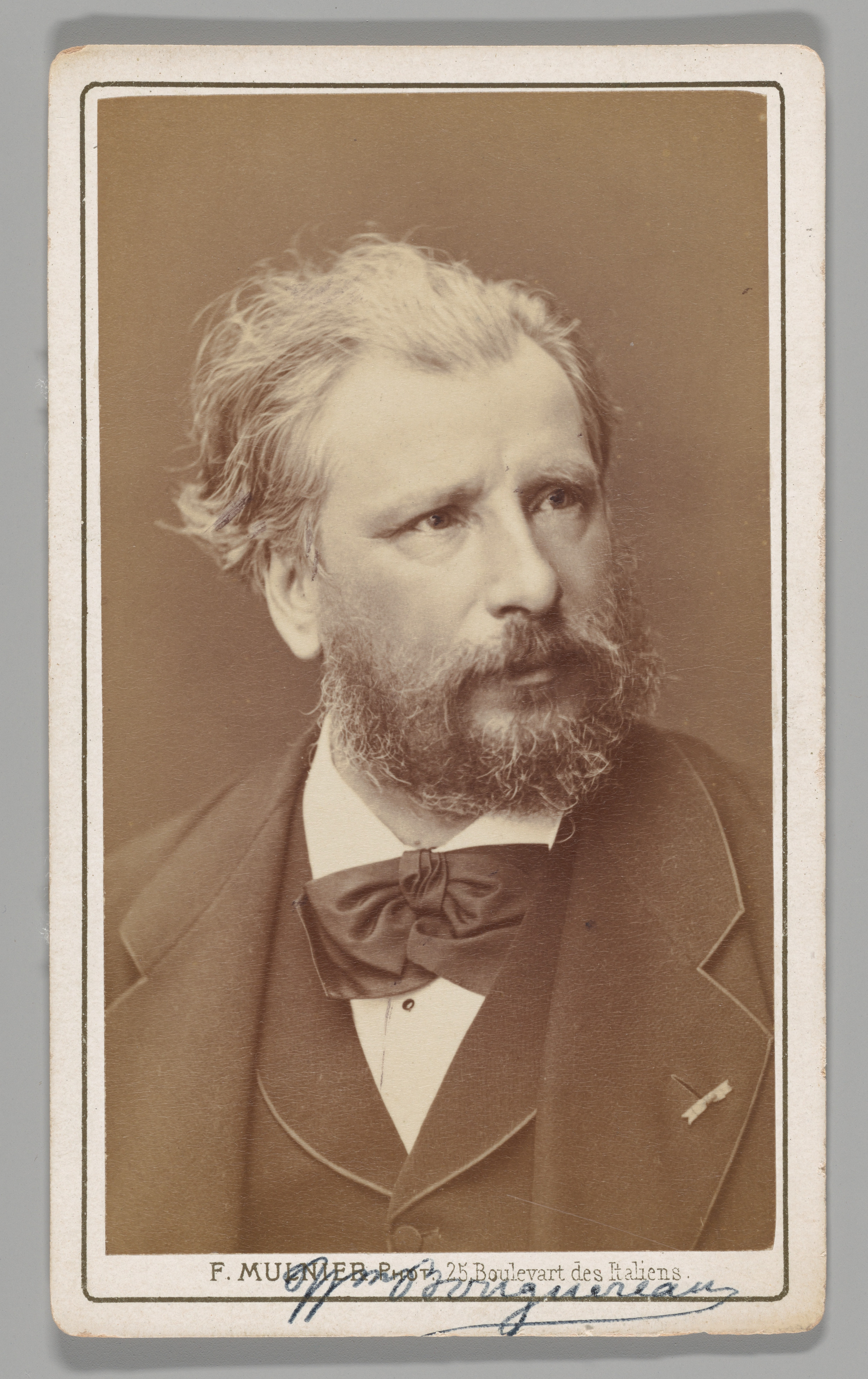
William-Adolphe Bouguereau
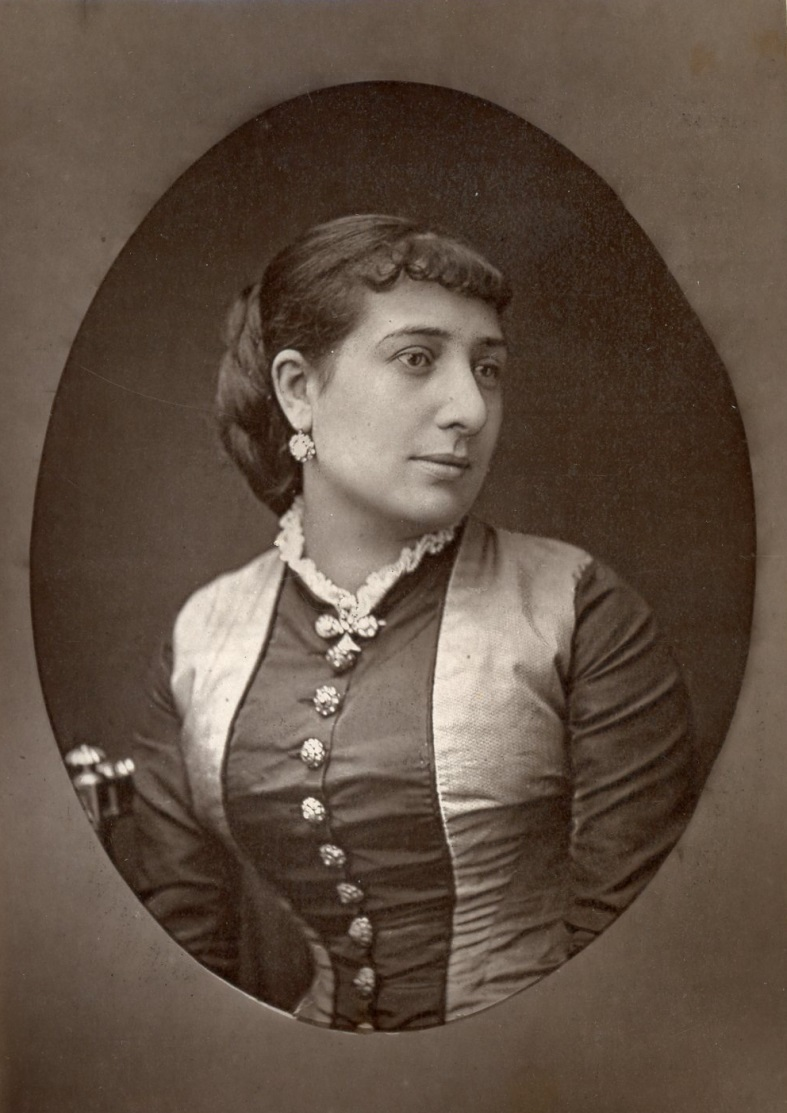
Émilie Ambre
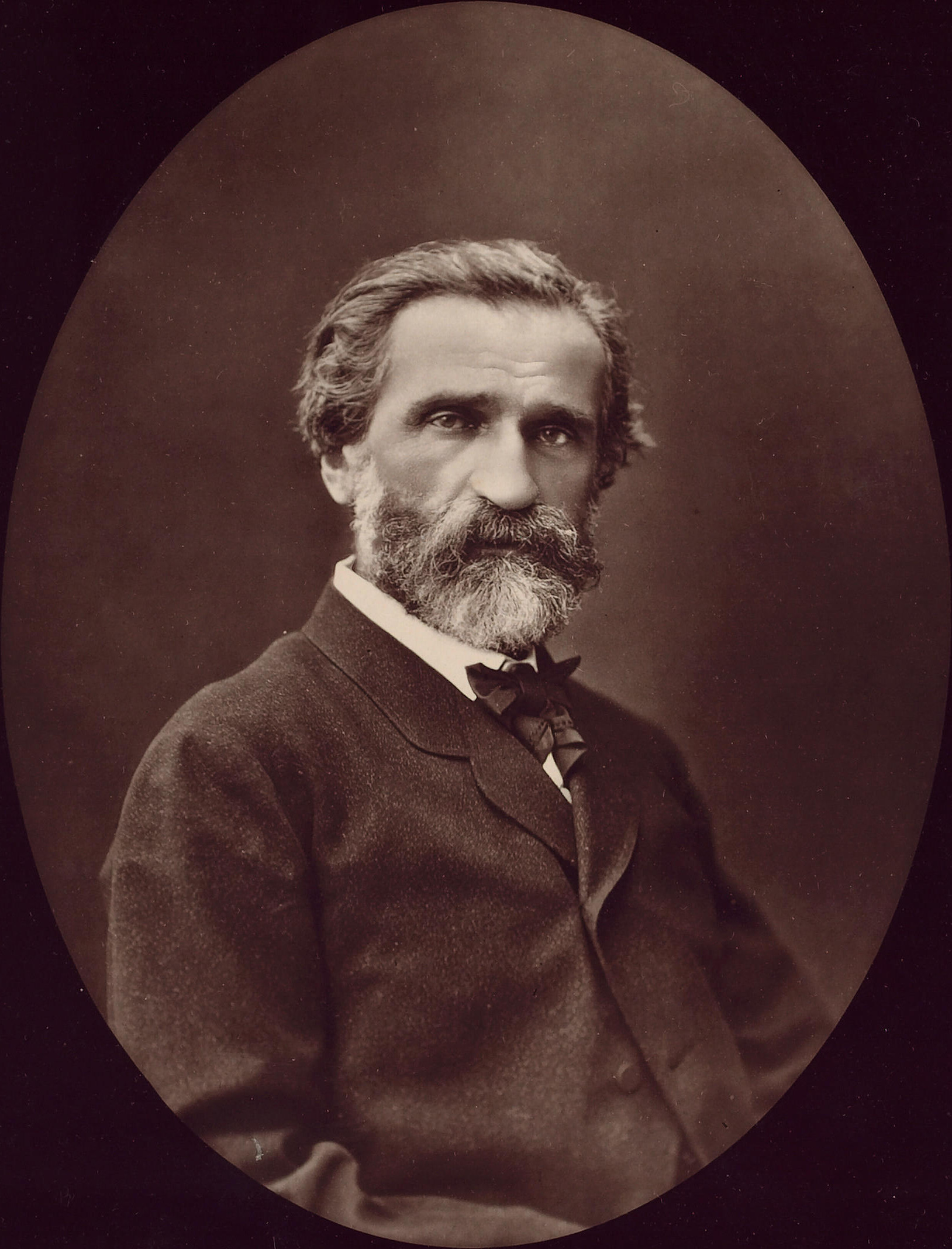
Giuseppe Verdi
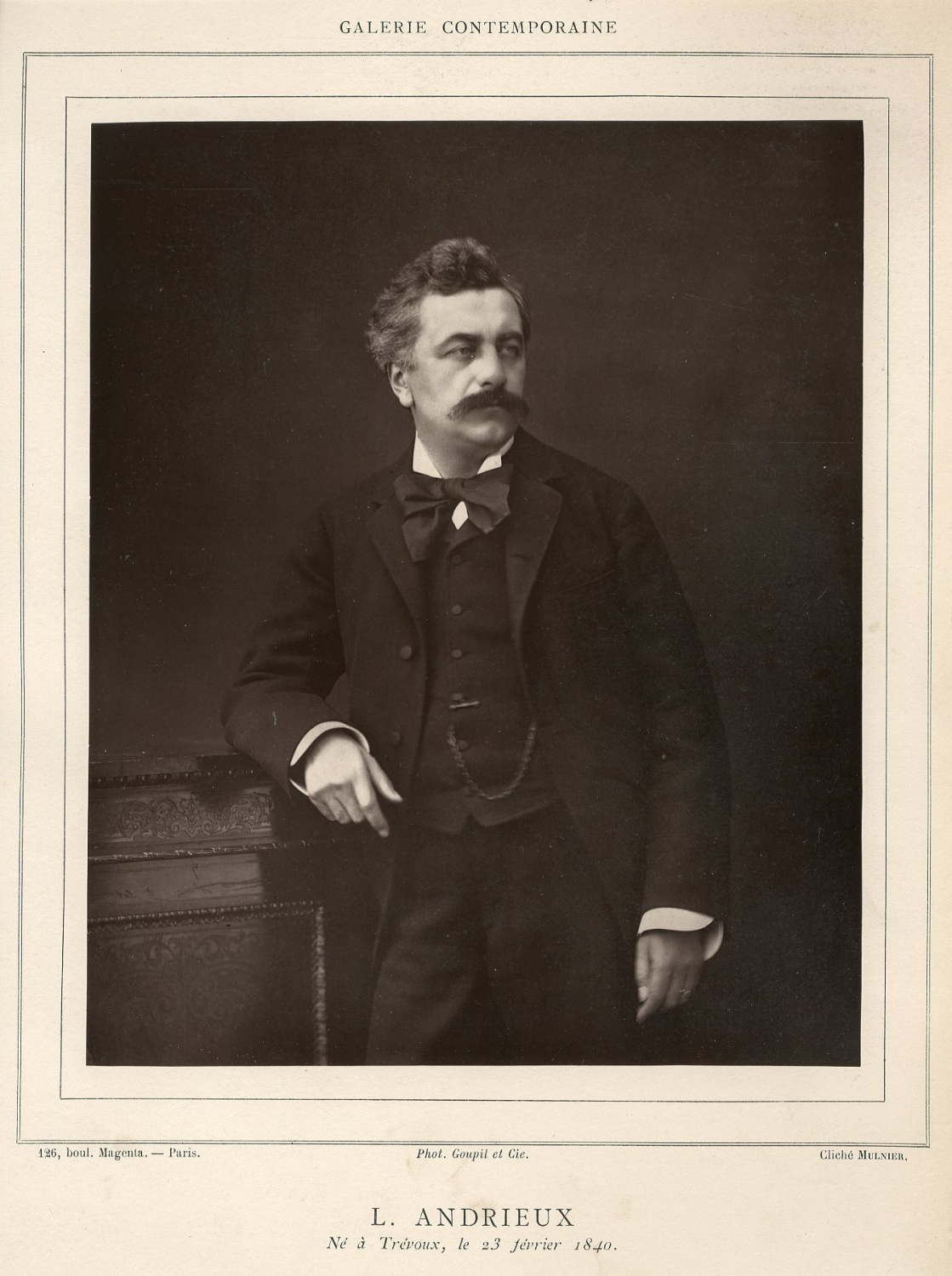
Louis Andrieux
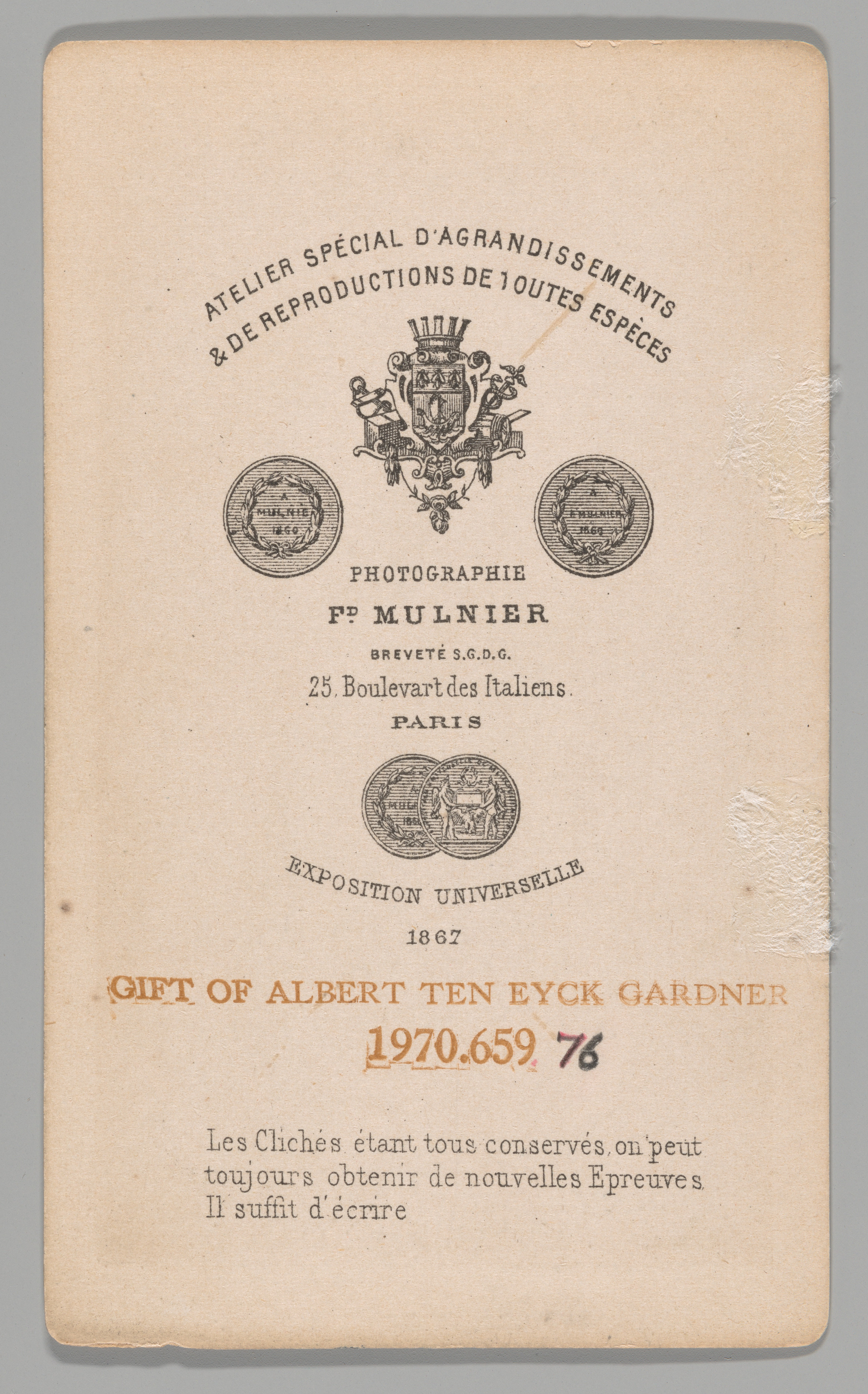
Reverzní strana Mulnierovy carte-de-visite